# The Machine Stops
The Machine Stops är en novell från 1909 av den engelske författaren E.M. Forster. Den utspelar sig i en framtid där människorna lever under jorden, får sina behov tillgodosedda maskinellt och kommunicerar nästan uteslutande elektroniskt. En ung man försöker knyta an till sin mor och börjar ana att den maskin som driver hela samhället är på väg att kollapsa.
Novellen tillhör en litterär tradition som ifrågasätter industrialisering och teknik. Efter Internets inträde har den uppmärksammats för sin tidiga skildring av ett likartat system. Howard Booth vid University of Manchester sade 2016 att Forster "inte såg vår tids maskiner, men han började att se de frågor som de medför – att vad som finns där förment för att understödja och hjälpa oss att utföra vissa uppgifter faktiskt kan bli det vi börjar leva genom, behöver och blir oförmögna att föreställa oss utan".
Berättelsen har satts upp som teaterpjäs i Storbritannien och spelats som radioteater i BBC.